# Charles M. Borchers
Charles Martin Borchers (* 18. November 1869 in Lockville, Ohio; † 2. Dezember 1946 in Decatur, Illinois) war ein US-amerikanischer Politiker.

## Leben
Borchers zog mit seinen Eltern 1875 nach Illinois, wo sie sich in Macon County niederließen. Borchers unterrichtete später dort für sieben Jahre. Er studierte Jura, wurde 1897 in die Anwaltschaft aufgenommen und praktizierte dann in Decatur im Macon County. Von 1909 bis 1911 war er Bürgermeister der Stadt.
Borchers wurde als Demokrat in den 63. Kongress gewählt und vertrat dort vom 4. März 1913 bis zum 3. März 1915 den Bundesstaat Illinois im US-Repräsentantenhaus. Bei den Wahlen 1914 konnte er seinen Sitz nicht verteidigen. Borchers begann nun wieder in seinem früheren Beruf zu praktizieren. Von 1919 bis 1923 war er erneut Bürgermeister von Decatur. 1924 kandidierte er als demokratischer Kandidat bei den Gouverneurswahlen, unterlag jedoch dem Republikaner Len Small. Borchers starb 1946 in Decatur und wurde auf dem Frantz Cemetery in Macon County beigesetzt.